# Edge of Doom
Edge of Doom is een Amerikaanse film noir uit 1950 onder regie van Mark Robson. Destijds werd de film in Nederland uitgebracht onder de titel Tot de rand van de afgrond.

## Verhaal
Na de dood van zijn moeder vermoordt een gestoorde man een katholieke priester. Hij wordt later opgepakt in verband met een andere misdaad. Een andere priester verdenkt hem van de moord en hij gaat op onderzoek uit.

## Rolverdeling
| Acteur              | Personage           |
| ------------------- | ------------------- |
| Dana Andrews        | Pastoor Thomas Roth |
| Farley Granger      | Martin Lynn         |
| Joan Evans          | Rita Conroy         |
| Robert Keith        | Rechercheur Mandel  |
| Paul Stewart        | Mijnheer Craig      |
| Mala Powers         | Julie               |
| Adele Jergens       | Irene               |
| Harold Vermilyea    | Pastoor Kirkman     |
| John Ridgely        | Rechercheur         |
| Douglas Fowley      | Rechercheur         |
| Mabel Paige         | Mevrouw Pearson     |
| Howland Chamberlain | Mijnheer Murray     |
| Houseley Stevenson  | Mijnheer Swanson    |
| Jean Inness         | Mevrouw Lally       |
| Ellen Corby         | Jeanette Moore      |
| Ray Teal            | Mevrouw Kelly       |
| Mary Field          | Mary Jane Glennon   |
| Virginia Brissac    | Mevrouw Dennis      |
| Frances Morris      | Mevrouw Lynn        |